# Union Bridge (Aberdeen)
Die Union Bridge ist eine Straßenbrücke in der schottischen Stadt Aberdeen. 1967 wurde die Brücke in die schottischen Denkmallisten in der Kategorie B aufgenommen.

## Geschichte
Im späten 18. Jahrhundert wurde Charles Abercrombie mit der Planung einer geeigneten Verkehrsinfrastruktur zur Anbindung von Aberdeen an das Umland betraut. Abercrombie schlug eine nach Westen über den Den Burn führende sowie eine nach Norden verlaufende Magistrale vor. Erstere wurde als Union Street umgesetzt, die auf der Union Bridge den Den Burn quert. Zum öffentlichen Wettbewerb reichten mehrere Architekten Entwürfe für den Brückenbau ein. David Hamilton gewann den Wettbewerb mit dem Entwurf einer dreibogigen Brücke. Kurz nach Baubeginn deckte Thomas Fletcher, der Assistent John Rennies beim Bau des Aberdeenshire Canals und Inspektor der Stadt Aberdeen, Fehlberechnungen in Hamiltons Entwurf auf, weshalb diesem der Auftrag entzogen wurde. In der Folgezeit wurden weitere Entwürfe eingereicht, unter anderem von Thomas Telford. Basierend auf Telfords Entwurf reichte Fletcher ebenfalls einen Entwurf ein. Nach der Zustimmung Telfords wurde dieser ausgeführt. 1905 wurde die Union Bridge erweitert.

## Beschreibung
Die Union Bridge befindet sich im Zentrum Aberdeens nördlich des Bahnhofs. Sie bildet den südlichen Abschluss der Union Terrace Gardens, die im Tal des in den 1860er Jahren unterirdisch kanalisierten Den Burns angelegt wurden. Heute überspannt sie die Bahnstrecke Aberdeen–Inverness sowie die Denburn Road.
Der Mauerwerksviadukt überspannt das Tal mit einem ausgemauerten Segmentbogen mit einer lichten Weite von etwa 40 Metern. Das Fundament seiner Widerlager bildet ein Bossenwerk, das bis unterhalb der Brüstung als rustiziertes Quaderwerk fortgeführt ist. In beide Lager sind hohe, rundbogige Nischen eingelassen. Die Pfeilhöhe des Bogens beträgt 8,8 Meter. Die Talsohle befindet sich etwa 14 Meter unterhalb des Brückendecks. Im Zuge der Brückenerweiterung wurde an der Nordseite ein stählerner Bogen vorgesetzt, der auf dem Foto die ursprüngliche Konstruktion verdeckt.
Die Brüstung besteht aus gusseisernen Pfeilern und eingehängten ornamentierten Feldern. Die Pfeiler sind abwechselnd mit Leopardenplastiken ornamentiert. Sie wurden von William Wilson geschaffen und 1910, nach Beendigung der Erweiterung, installiert.